# مدرسة تاكتسي الدولية
مدرسة تاكتسي الدولية هي مدرسة مختلطة غير ربحية تقع في سفوح جبال الهيمالايا الهند، بالقرب من غانتوك، سيكيم. تم افتتاح المدرسة في مارس / آذار 2006، وهي تحتوي على مرافق داخلية للسكن، وتستقبل الطلاب من رياض الأطفال حتى الصف 12. 

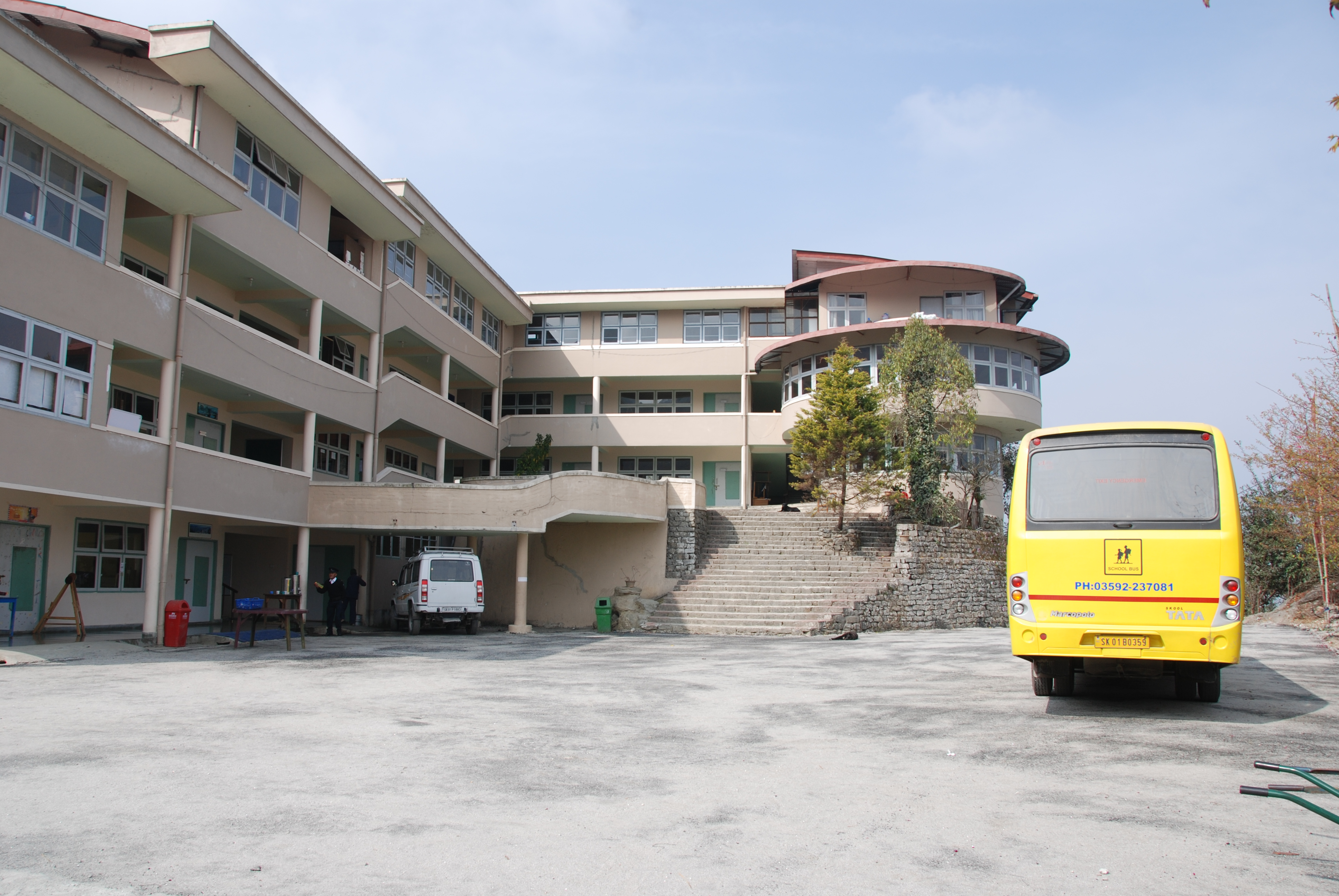
مدرسة تاكتسي الدولية